# John Dunstable
John Dunstable (ca. 1390 – 24. december 1453) var en engelsk komponist. I sin egen levetid var Dunstable den engelske komponist, der var mest kendt på det europæiske kontinent, og han fik stor indflydelse på kontinentale komponister.